# St. Martin (Hayn)

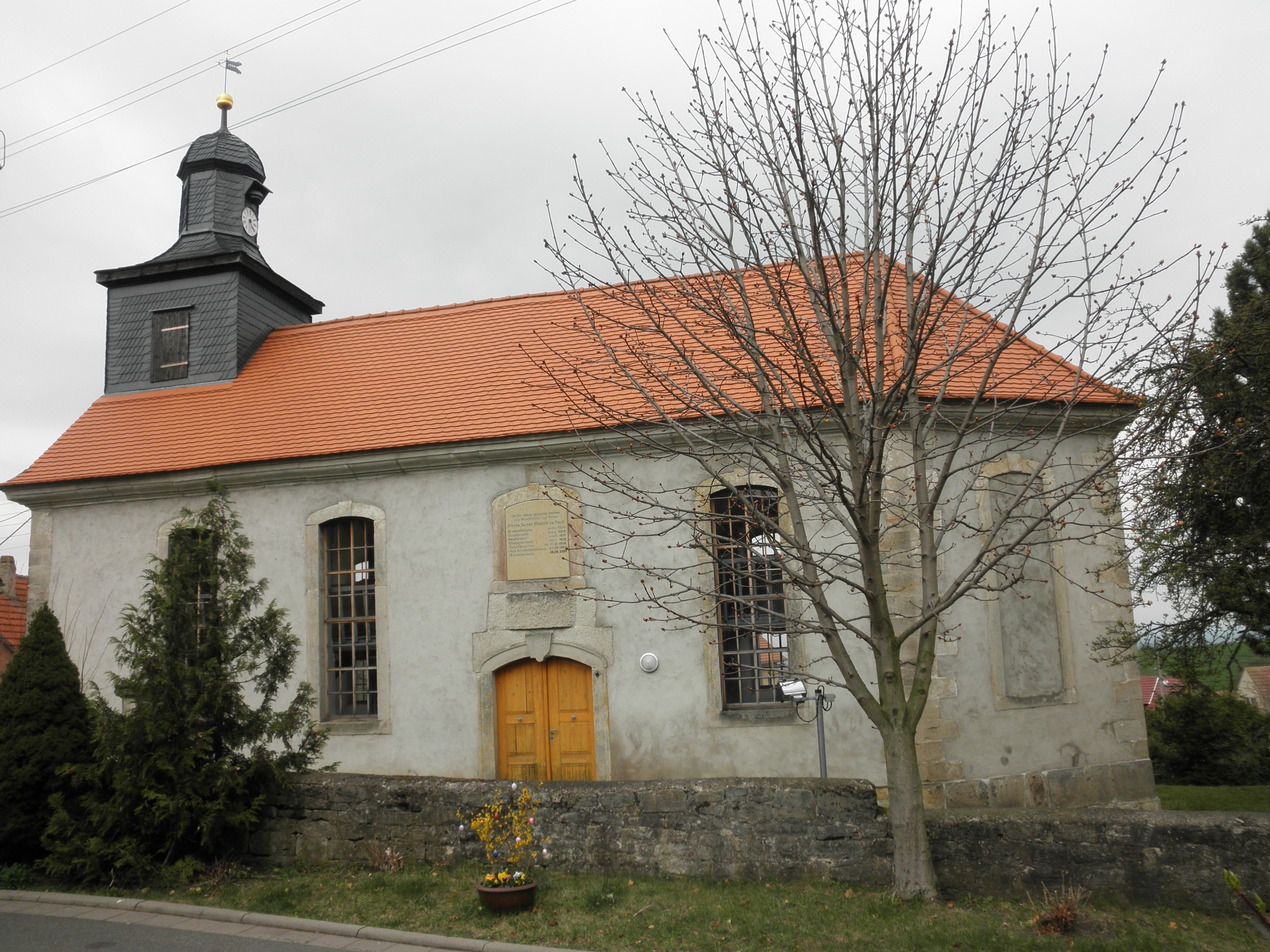
Die Kirche

Die Dorfkirche St. Martin steht im Ortsteil Hayn der Landgemeinde Grammetal im Landkreis Weimarer Land in Thüringen.

## Lage
Die evangelische Kirche befindet sich zentral im Ortsteil.

## Geschichte
1324 wurde das Gotteshaus erstmals urkundlich erwähnt. Alles deutet auf eine Eigenkirche des damaligen Gutsherren hin. 1608 sowie 1768 erfolgten Neubauten am Objekt. 1875 nach einem Kirchenbrand wurde das Gotteshaus neu gebaut. 1907 erfolgte erst die malermäßige Instandsetzung.
Ab 1970 fand in Hayn kein Gottesdienst mehr statt. Die Kirche diente 25 Jahre als Baulager und stand kurz vor dem Verfall.

## Die Wende
- Der Verein Hayner Kirche e.V. und die Gläubigen mit Bürgern begannen mit Hilfe von Fördermitteln den Neuaufbau.
- 1999 fand der erste Gottesdienst statt. Der Kirchturm wurde eingeweiht und die Glocken läuteten wieder.
- 2001 wurde die Kirche von Landesbischof Christoph Kähler in Anwesenheit von Ministerpräsident Bernhard Vogel wieder eingeweiht.
- Die stark beschädigte Orgel ist noch nicht bespielbar.[1]